# Velké dějiny zemí Koruny české

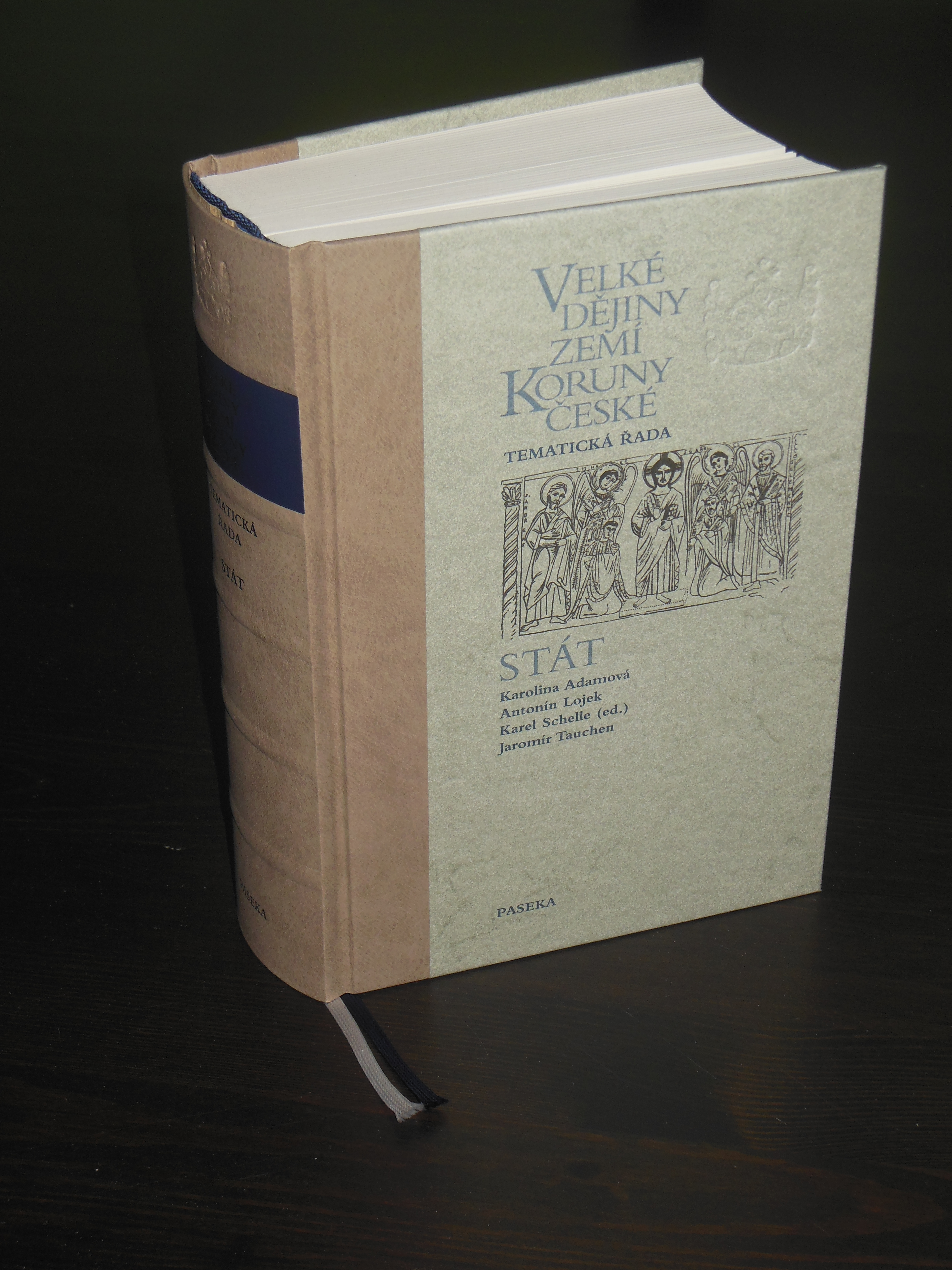
Velké dějiny zemí Koruny české, thematische Reihe: Stát

Die Velké dějiny zemí Koruny české (deutsch: Große Geschichte der Länder der Böhmischen Krone) ist eine in 15 Teilen bzw. 19 Bänden erschienene Geschichtsdarstellung in tschechischer Sprache. Sie umfasst die politischen, kulturellen, sozialen und wirtschaftlichen Geschehnisse auf dem historischen Gebiet der Länder der Böhmischen Krone von der Urgeschichte bis nach dem Jahr 1945. Sie ist erschienen bei Paseka. Der erste Band der Ausgabe erschien im Jahr 1998, und der letzte Band kam 2013 heraus.
Die Edition setzt die großen Projekte František Palackýs und Jan Laichters, einem Verleger aus der Zeit der ersten Republik, fort, die allerdings mit dem Jahr 1526 abschließen und nur die Geschichte des Mittelalters in den Ländern der Böhmischen Krone behandeln. Das Projekt Velké dějiny zemí Koruny české selbst knüpft an das Schulbuchprojekt Dějiny zemí Koruny české an, das in einer Auflage von über 200.000 Exemplaren erschien, und der Kern des Projektes sind dieselben Historiker, die auch schon an dem Lehrbuchwerk zusammengearbeitet hatten.
Seit dem Jahr 2009 wird außerdem eine spezielle Reihe herausgegeben, die sich einzelnen interessanten Themengebieten widmet, wie zum Beispiel Architektur, Volkskultur, Tourismus und Rechtsgeschichte. Bisher sind fünf thematische Bände erschienen.

## Autoren
- Karolina Adamová (* 1948), Rechtshistorikerin mit Spezialisierung auf die Rechtsentwicklung im Mittelalter
- Milena Bartlová (* 1958), spezialisiert auf die Bildende Kunst Böhmens des 14. und 15. Jahrhunderts, hält Vorlesungen an der Philosophischen Fakultät der Masaryk-Universität Brünn und der Pädagogischen Fakultät der Karls-Universität Prag.
- Pavel Bělina (* 1948), Historiker, Koordinator und Chefredakteur des Projektes Velké dějiny zemí Koruny české
- Marie Bláhová (* 1944), Historikerin mit der Spezialisierung auf die mittelalterliche Geschichte der Länder des Böhmischen Krone und Mitteleuropas, der Chronologie und mittelalterliche Historiographie und Kultur
- Lenka Bobková (* 1947), Historikerin, die sich mit der Geschichte des Spätmittelalters und der Frühen Neuzeit befasst und an der Philosophischen Fakultät der Karls-Universität Prag lehrt.
- Michael Borovička (* 1951), Historiker, Publizist und Übersetzer, der sich mit der tschechischen Geschichte des 19. Jahrhunderts und der Militärgeschichte befasst
- Petr Čornej (* 1951), Historiker und Autor mehrerer Bücher. Für seine Veröffentlichung im Rahmen der Velké dějiny zemí Koruny české wurde er 2000 mit dem Josef-Hlávka-Preis im Bereich Forschungs- und Fachliteratur ausgezeichnet.
- Ivana Čornejová  (* 1950), Historikerin mit Spezialisierung auf die böhmische und Kirchengeschichte vom 16. bis 18. Jahrhunderts und auf die Geschichte des tschechischen Schulwesens
- Jan Frolik  (* 1956), Archäologe, der sich vor allem mit Ausgrabungen auf der Prager Burg befasst und sich an zahlreichen archäologischen Erkundungen in mehreren tschechischen Städten beteiligte
- Jan Gebhart (* 1945), Historiker mit Schwerpunkt auf die Problematik des zweiten tschechoslowakischen Widerstands (1939–1945) und damit zusammenhängender Themen
- Milan Hlavačka (* 1955), Historiker mit Spezialisierung auf die Politik-, Sozial- und Wirtschaftsgeschichte der Habsburgermonarchie und der Böhmischen Krone sowie auf die Verkehrsgeschichte
- Jiří Kaše (* 1946), Kunsthistoriker mit Spezialisierung auf die Kunst und Kultur des 18. und beginnenden 19. Jahrhunderts
- Antonín Klimek  (1937–2005), Historiker, der sich vor allem mit der Geschichte der ersten tschechoslowakischen Republik befasste
- Jan P. Kučera (* 1948), Historiker mit Schwerpunkt Kulturgeschichte, Religion und Politiktheorie und Übersetzer von Librettos und Fachliteratur
- Jan Kuklík  (1940–2009), Historiker und Pädagoge, der sich im Rahmen der tschechischen Geschichte vor allem mit der Zeit der Münchner Krise und dem Protektorat befasst
- Jiří Mikulec  (* 1962), Historiker, der zur Religionsgeschichte, Politikgeschichte und Kulturgeschichte der Länder der Böhmischen Krone und der Habsburgermonarchie im 17. und 18. Jahrhundert forscht
- Naďa Profantová  (* 1962), Historikerin und Archäologin mit Schwerpunkt frühmittelalterliche Geschichte der Westslawen
- Karel Schelle (* 1952), Rechtshistoriker, der sich mit der Entwicklung der öffentlichen Verwaltung seit 1848 bis zur Gegenwart beschäftigt
- Jaromír Tauchen (* 1981), Rechtshistoriker mit Schwerpunkt auf die Staats- und Rechtsentwicklung im Protektorat Böhmen und Mähren, sowie in der Ersten Tschechoslowakischen Republik
- Daniela Tinková  (* 1973), Historikerin mit Schwerpunkt auf die kulturelle, soziale und intellektuelle Geschichte vom 17. bis ins 20. Jahrhundert in der Habsburgermonarchie, in Frankreich und Italien
- Vratislav Vaníček  (* 1947), Historiker und Dekan der Fakultät für Gesellschaftswissenschaften an der ČVUT in Prag, der sich mit der Geschichte des Mittelalters, insbesondere in Böhmen zur Zeit der Přemysliden befasst
- Irena Veselá  (* 1977), Kuratorin für Musikgeschichte am Moravského zemského muzeum in Brünn. Befasst sich mit der höfischen Musik und dem Bereich der österreichischen Habsburger im 17. und 18. Jahrhundert
- Vít Vlnas  (* 1962), Historiker, der sich mit der Kultur des Barock und der Problematik schriftlicher Quellen zur Geschichte der Bildenden Kunst befasst. Vlnas ist Direktor der Sammlung alter Meister an der Nationalgalerie.
- Petr Vorel  (* 1963), Historiker und Dekan der philosophischen Fakultät an der Universität Pardubitz, der sich mit der Politik- und Kulturgeschichte sowie der Entwicklung des Geldumlaufes zu Beginn des neuzeitlichen Europas befasst

## Liste der Bände
| Band | Teil  | Zeitraum  | Autoren                                                        | Thema | Anmerkungen                                                                               |
| ---- | ----- | --------- | -------------------------------------------------------------- | --- | ----------------------------------------------------------------------------------------- |
| 1    | I.    | bis 1197  | Marie Bláhová, Jan Frolík, Naďa Profantová                     | Vorgeschichte der böhmischen Länder und Entwicklung in der Zeit der großmährischen Mojmiriden und der Herzöge der Přemysliden                                      | Lektoren des archäologischen Teils sind Vladimír Čtverák, Zdeněk Dragoun, Milan Zápotocký |
| 2    | II.   | 1197–1250 | Vratislav Vaníček                                              | Beginn der Erbmonarchie und Aufstieg der Ständegesellschaft in den böhmischen Ländern                                                                              |                                                                                           |
| 3    | III.  | 1250–1310 | Vratislav Vaníček                                              | Wachstum von Macht, Wirtschaft und Kultur des böhmischen Staates unter den letzten Přemysliden                                                                     | Lektorat: Jan Klápště                                                                     |
| 4    | IVa.  | 1310–1402 | Lenka Bobková                                                  | Zeit von Johann von Böhmen und Karl IV. – der böhmische Staat auf dem Zenit der Entwicklung als Großmacht                                                          | Lektorat:i Petr Čornej, František Kavka                                                   |
| 5    | IVb.  | 1310–1402 | Lenka Bobková, Milena Bartlová                                 | Zeit Wenzel IV. und Beginn des Abstiegs von der Großmacht | Lektorat: Petr Čornej, František Kavka                                                    |
| 6    | V.    | 1402–1437 | Petr Čornej                                                    | Böhmische Länder zum Beginn der Reformation und der Hussitenkriege                                                                                                 | Lektorat: František Kavka                                                                 |
| 7    | VI.   | 1437–1526 | Petr Čornej, Milena Bartlová                                   | Zeit der Podiebrader und der Jagellonen – Aufstieg der Ständemonarchie                                                                                             | Lektorat: František Šmahel                                                                |
| 8    | VII.  | 1526–1618 | Petr Vorel                                                     | Ständemonarchie in der Hochrenaissance und die konfessionellen Rivalitäten während der Herrschaft der frühen Habsburger                                            | Lektorat: Josef Válka, Jaroslav Pánek                                                     |
| 9    | VIII. | 1618–1683 | Ivana Čornejová, Jiří Kaše, Jiří Mikulec, Vít Vlnas            | Dreißigjähriger Krieg und Beginn der Rekatholisierung sowie deren Anteil an der Abwehr der Türken                                                                  | Lektorat: Marie-Elizabeth Ducreux, Jaroslav Bužga, Martin Pavlíček                        |
| 10   | IX.   | 1683–1740 | Pavel Bělina, Jiří Kaše, Jiří Mikulec, Irena Veselá, Vít Vlnas | Höhepunkt der Rekatholisierung, Blüte des Barock und erster Anzeichen für den Rückgang der tschechischen Sprache im Königreich Böhmen                              | Lektorat: Iveta Coufalová, Margita Havlíčková, Martin Pavlíček, Jana Spáčilová            |
| 11   | X.    | 1740–1792 | Pavel Bělina, Jiří Kaše, Jan P. Kučera                         | Schlesische Kriege, Reformen der Aufklärung, Zentralisierung und Germanisierung der Verwaltung in den böhmischen Ländern                                           | Lektorat: Valentin Urfus, Eduard Maur, Julius Hůlek                                       |
| 12   | XIa.  | 1792–1860 | Pavel Bělina, Milan Hlavačka, Daniela Tinková                  | Habsburgermonarchie im Kampf mit der napoleonischen Hegemonie, revolutionärer Demokratismus und Beginn der Bildung einer neuzeitlichen tschechischen Nation        | Lektor: Dušan Uhlíř                                                                       |
| 13   | XIb.  | 1792–1860 | Milan Hlavačka, Jiří Kaše, Jan P. Kučera, Daniela Tinková      | Beginn des Rechtsstaates, der Marktwirtschaft, der bürgerlichen Gesellschaft und der Volkskultur                                                                   | Lektorat: Dušan Uhlíř                                                                     |
| 14   | XIIa. | 1860–1890 | Michael Borovička, Jiří Kaše, Jan P. Kučera, Pavel Bělina      | Erneuerung der Verfassungsentwicklung im österreichischen Kaiserreich, Industrialisierung und Entwicklung der tschechischsprachigen Kultur                         | Lektorat: Milan Hlavačka                                                                  |
| 15   | XIIb. | 1890–1918 | Michael Borovička, Jiří Kaše, Jan P. Kučera, Pavel Bělina      | Böhmen als Werkhalle der Habsburgermonarchie und Schauplatz ethnischer Auseinandersetzungen sowie deren Entwicklung während des Ersten Weltkrieges                 | Lektorat: Milan Hlavačka, Petr Horák, Zdenko Maršálek                                     |
| 16   | XIII. | 1918–1929 | Antonín Klimek                                                 | Gründung und Entwicklung des unabhängigen tschechoslowakischen Staates in den Jahren der Nachkriegskonjunktur                                                      | Lektorat: Robert Kvaček, Ivan Šedivý                                                      |
| 17   | XIV.  | 1929–1938 | Antonín Klimek                                                 | Folgen der Weltwirtschaftskrise und des Appeasementpolitik, Bedrohung der Republik durch den deutschen Nationalsozialismus und den Ausgang der Münchner Konferenz  | Lektorat: Robert Kvaček, Ivan Šedivý                                                      |
| 18   | XVa.  | 1938–1945 | Jan Gebhart, Jan Kuklík                                        | Zerschlagung der Tschechoslowakei, Anfangsjahre des Protektorats und Bildung des antinazistischen Widerstandes zu Beginn des Zweiten Weltkrieges                   | Lektorat: Robert Kvaček                                                                   |
| 19   | XVb.  | 1938–1945 | Jan Gebhart, Jan Kuklík                                        | Eintritt der Sowjetunion und der Vereinigten Staaten in den Zweiten Weltkrieg, Verstärkung des Widerstands und um die Erneuerung der tschechoslowakischen Republik | Lektorat: Robert Kvaček                                                                   |

## Einzelbände der thematischen Reihe
| Autoren                                                         | Thema                         | Ausgabejahr |
| --------------------------------------------------------------- | ----------------------------- | ----------- |
| Petr Kratochvíl et al.                                          | Architektur                   | 2009        |
| Michael Borovička                                               | Tourismus                     | 2010        |
| Jindřich Francek                                                | Verbrechen und Rechtsfreiheit | 2011        |
| Lubomír Tyllner et al.                                          | Volkskultur                   | 2015        |
| Karel Schelle, Karolina Adamová, Jaromír Tauchen, Antonín Lojek | Staat                         | 2015        |
| Karel Schelle, Karolina Adamová, Jaromír Tauchen, Antonín Lojek | Recht                         | 2017        |